# Wang Yan (Wang Shun)

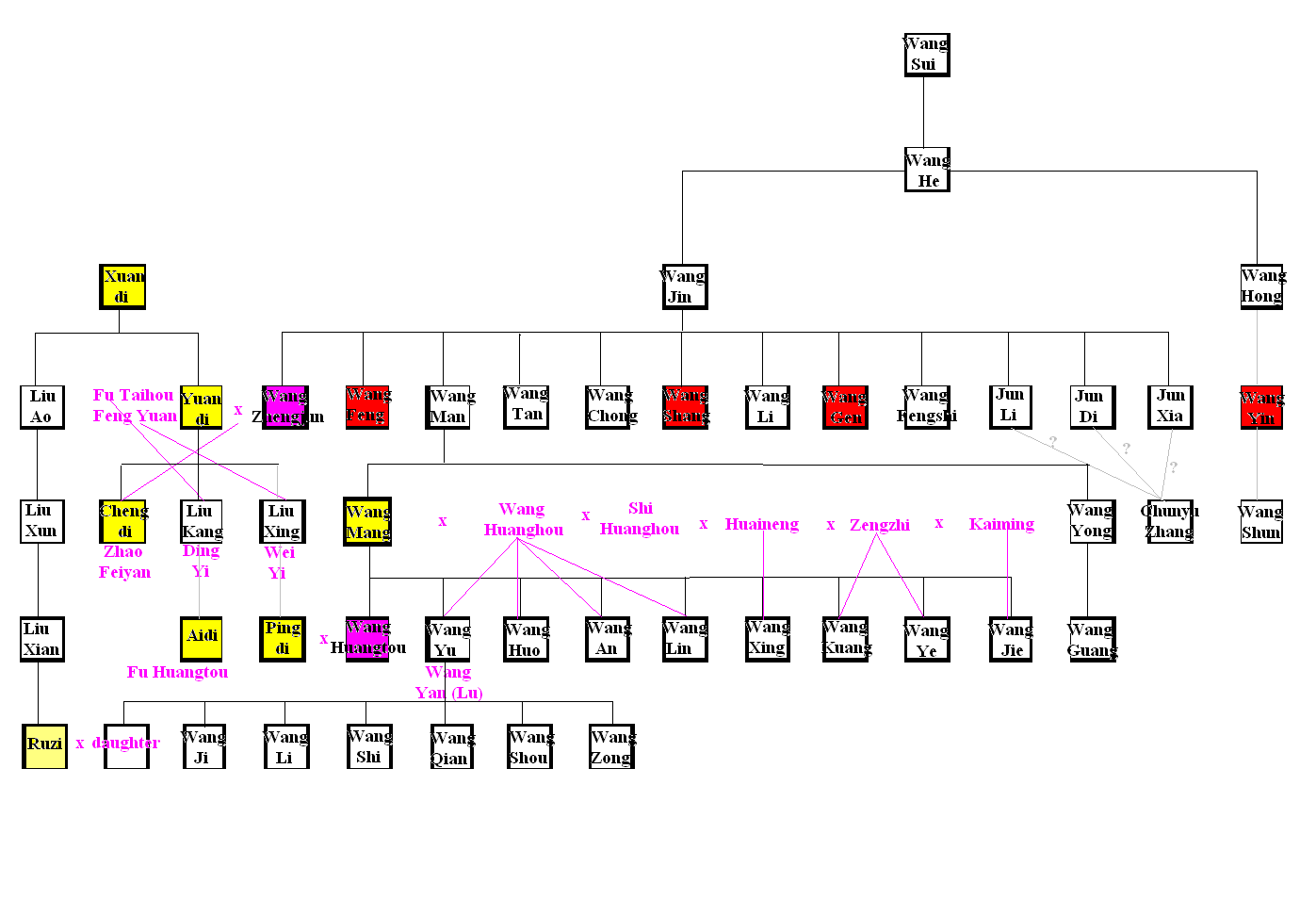
Stamboom van de familie Wang

Wang Yan (†23 na Chr.) was een Chinese functionaris in dienst van keizer Wang Mang. Hij was de oudste zoon van Wang Shun, een van de trouwste bondgenoten van zijn achterneef Wang Mang. Net als zijn broers Wang Lin en Wang Kuang behoorde Wang Yan zo tot de familie die aan het einde van de Westelijke Han-dynastie en onder de Xin-dynastie de feitelijke politieke macht bezat.
Als beloning voor de trouw die Wang Shun in de voorafgaande jaren aan Wang Mang had betoond, werden zijn drie zonen in 6 na Chr. in de adelstand verheven. Na het overlijden van zijn vader in het jaar 11 volgde Wang Yan hem op als 'Hertog van Anxin' (安新公, Anxin Gong).
Na de dood van Wang Mang in 23 gaf Wang Yan zijn steun aan de Gengshi-keizer (更始帝, r. 23-25), maar werd desalniettemin korte tijd later gedood.